# 于象贤
于象贤（?—?），恒州桑干人，于谨之孙、于寔之子，于顗、于仲文之弟，北周驸马，南北朝、隋朝官员。

## 生平
于象贤是北周驸马都尉，娶周武帝之女义阳公主。官至仪同大将军，封禽昌伯。在隋朝官至左领军武贲郎将、上仪同，封禽昌县公。

## 家庭

### 祖父
- 于谨，西魏八柱国、燕国公

### 父母
- 于寔，隋朝上柱国、燕安公
- 河南元氏，西魏司空、尚书令、留守大都督、冯翊简穆王元季海长女，封昌宁郡主

### 兄弟姐妹
- 大哥：于𫖮，隋朝开府、泽州刺史、燕国公，妻宇文护女宜城公主
- 二哥：于仲文，隋光禄大夫、右翊卫大将军，延寿郡公
- 三哥：于恽
- 姐妹：于茂德，韩觊妻
- 姐妹：于氏，窦洪景妻

### 夫人
- 义阳公主，周武帝宇文邕之女

### 子孙
- 长子：于德基
  - 于素，倉部員外郎
- 次子：于德威，益州郫县长
  - 于玄範，顯武令
    - 于汪，祕書監
      - 于公冑
      - 于庭順
      - 于庭誨
        - 于顒，天興令

      - 于庭謂
        - 于頎，工部尚書
        - 于穎
        - 于頲，太原府司錄參軍
        - 于頤，監察御史

      - 于敻，字叔遐，泗州司馬
        - 于䪹，戶部侍郎、判度支
        - 于頂，長安令
        - 于頔，字允元，相憲宗
        - 于頗，洋州司戶參軍
        - 于冀

      - 于可封，國子司業

  - 于敬同
    - 于安仁，江州刺史

  - 于谦，左卫郎将
- 三子：于德行，恆州刺史
  - 于玄徹，滄州刺史
  - 于思言，大府卿
- 四子：于德方，越州刺史，黔昌男